# 目代渉
目代 渉（もくだい わたる、1913年5月8日 - 2002年2月9日）は、日本の経営者、工学博士。東洋ゴム工業社長、会長を務めた。高知県高知市出身。

## 経歴
1937年に東京帝国大学理学部応用化学科を卒業し、東洋紡での勤務を経て、1944年9月に東洋ゴム工業に入社。1959年5月に取締役に就任し、常務、専務を経て、1965年5月に社長に就任。1977年5月に会長に就任し、1983年6月には相談役に就任。
1977年に紺綬褒章を受章し、1978年に藍綬褒章を受章し、1983年11月に勲三等旭日中綬章を受章。